# Asteroschema glaucum
Asteroschema glaucum är en ormstjärneart som beskrevs av Matsumoto 1915. Asteroschema glaucum ingår i släktet Asteroschema och familjen Asteroschematidae. Inga underarter finns listade i Catalogue of Life.